# 安徽华溪蟹
安徽华溪蟹（学名：Sinopotamon anhuiense）为溪蟹科华溪蟹属的动物。在中国大陆，分布于安徽、浙江等地，常栖息于山涧溪流石下，河宽约3-4 米、河床多为砂石底以及溪水清沏见底、两岸树木及灌林杂草丛生。